# Пааво Нурми (стадион)
Стадион имени Пааво Нурми (фин. Paavo Nurmen stadion) — спортивный стадион, расположенный в финском городе Турку. Предназначен для футбольных матчей и легкоатлетических соревнований. Вместимость: 13 тысяч человек. Под нынешним именем принят в эксплуатацию 13 июня 1997 года в честь столетия со дня рождения олимпийского чемпиона по лёгкой атлетике Пааво Нурми. На этом месте было спортивное поле ещё с 1890-х. На стадионе было установлено около 20 мировых рекордов.